# Acta Ophthalmologica
Acta Ophthalmologica (skrót: Acta Ophthalmol.) – nordyckie naukowe czasopismo okulistyczne o zasięgu międzynarodowym, wydawane od 1923. Oficjalny organ nordyckich towarzystw okulistycznych. 
Czasopismo jest wydawane przez John Wiley & Sons w imieniu Acta Ophthalmologica Scandinavica Foundation i jest oficjalnym tytułem nordyckich towarzystw okulistycznych (duńskiego, holenderskiego, fińskiego, islandzkiego, norweskiego, szwedzkiego) oraz European Association for Vision and Eye Research (EVER). W czasopiśmie publikowane są prace oryginalne (kliniczne i eksperymentalne), przeglądy, artykuły redakcyjne, edukacyjne eseje fotograficzne (dotyczące diagnozowania i terapii w okulistyce), opisy przypadków, listy oraz rozprawy doktorskie. Publikacje ukazujące się w tym czasopiśmie objęte są otwartym dostępem. Tytuł ukazuje się osiem razy w roku w formie wydań drukowanych oraz online. W latach 1995–2007 czasopismo nosiło tytuł „Acta Ophthalmologica Scandinavica”.
Redaktorem naczelnym (ang. editor-in-chief) „Acta Ophthalmologica" jest Einar Stefánsson - profesor okulistyki z Uniwersytetu Islandzkiego. W skład rady redakcyjnej (ang. editorial board) czasopisma wchodzą głównie profesorowie okulistyki z różnych ośrodków akademickich w Europie, w tym Andrzej Grzybowski. 
Pismo ma współczynnik wpływu impact factor (IF) wynoszący 3,157 (2017). W międzynarodowym rankingu SCImago Journal Rank (SJR) mierzącym wpływ i znaczenie poszczególnych czasopism naukowych „Acta Ophthalmologica" zostało w 2018 sklasyfikowane na 13. miejscu wśród czasopism okulistycznych. W polskich wykazach czasopism punktowanych przez Ministerstwo Nauki i Szkolnictwa Wyższego czasopismo otrzymywało kolejno: 35 pkt w 2013, 30 pkt w latach 2014 i 2015, 35 pkt w 2016 oraz 70 punktów (wg punktacji z 2019 roku).